# Adhesión dental
Adhesión dental es el estado en que dos superficies se mantienen unidas por energías o fuerzas interfaciales, las cuales pueden ser químicas, micromecánicas o ambas, y requieren la aplicación de un adhesivo. En Odontología, la adhesión dental consiste en la unión de dos sustratos, el material de restauración (por ejemplo, resina compuesta) por un lado, y el sustrato dental (esmalte y la dentina fundamentalmente) por otro.  El material capaz de unir las superficies de los dos sustratos se denomina adhesivo dental o sistemas adhesivos. Los sistemas adhesivos son soluciones complejas de monómeros de resina, que se aplican en estado líquido y posteriormente se polimerizan mediante la aplicación de luz. Lo deseable es que esta unión sea estable y duradera en el tiempo, para lo cual tiene que “pegar” y además “sellar” ese espacio entre los dos sustratos o interfase adhesiva.
La adhesión en la Odontología ha supuesto un cambio revolucionario a la hora de abordar los tratamientos. El mejor conocimiento de la caries y el desarrollo de los materiales adhesivos ha permitido el desarrollo de una Odontología Mínimamente Invasiva, posibilitando la realización de tratamientos manteniendo los tejidos dentales sanos.
Algunas aplicaciones de la adhesión en Odontología son la restauración lesiones cariosas, restauraciones con fines estéticos para realizar correcciones de forma (de color, etc.), adhesión de fragmentos de diente fracturados, cementación de restauraciones indirectas como incrustaciones, coronas, carillas cerámicas, reconstrucciones de dientes endodonciados mediante postes de fibra y muñones, adhesión de brackets en ortodoncia, ferulización de dientes con movilidad, etc.

## Mecanismos de adhesión
Existen dos mecanismos por los que se puede conseguir la adhesión entre los dos sustratos dentales:

### Adhesión mecánica
Se produce debido a la penetración de un material en otro diferente a nivel microscópico. Esta es la adhesión que se produce fundamentalmente con los tejidos dentales. A nivel del esmalte, la adhesión micromecánica se produce tras el grabado previo con ácido del esmalte, que disuelve parcialmente los cristales de hidroxiapatita, dejando una estructura microporosa y con elevada energía superficial, en la que el adhesivo dental va a difundir. A nivel de la dentina tiene lugar la formación de una dentina hibridada, o capa híbrida, en la que la resina del adhesivo dental se imbrica con la dentina desmineralizada o malla de colágeno expuesta tras la acción de un grabado ácido previo.  

### Adhesión química
Se basa en la formación de enlaces químicos, que pueden ser covalentes o iónicos.  Cuando la atracción se produce por la formación de puentes de hidrógeno o fuerzas de Van der Waals, también se le ha denominado como adhesión física. En algunos sistemas adhesivos, los monómeros interactúan con el calcio de la hidroxiapatita mediante el intercambio de iones fosfato y se produce este tipo de adhesión química, denominado Concepto Adhesión-Desmineralización, el cual consiste en que todos los ácidos interactúan iónicamente con el calcio de la hidroxiapatita a través del intercambio de iones fosfato a partir de la hidroxiapatita en solución.

## Estrategias de adhesión
Siempre que se instrumenta mecánicamente el tejido dentario (uso de cucharillas, turbina de alta velocidad…) se forma una capa que se denomina barrillo dentinario y está compuesta por la misma estructura que el tejido subyacente (hidroxiapatita pulverizada, colágeno alterado, saliva y bacterias). Esta estructura no está adherida al sustrato dental. Los adhesivos dentales se pueden clasificar en función de como actúan sobre el barrillo dentinario, distinguiéndose diferentes estrategias: 
- Eliminando el barrillo dentinario (estrategia de grabado y lavado).
- Disolviéndolo (estrategia autograbadora).

### Estrategia de grabado y lavado
Consiste en la aplicación del ácido ortofosfórico en los tejidos dentales, lo que elimina la capa de barrillo dentinario y por otro lado, desmineraliza los cristales de hidroxiapatita creando microporosidades y, a su vez, aumentando la energía superficial, el área de contacto y la humectancia.
Posteriormente, al aplicar el adhesivo, los monómeros infiltran las microporosidades que se han creado. Finalmente, la resina compuesta de une químicamente al adhesivo polimerizado.  La diferente composición de esmalte y de la dentina, determina que la acción del ácido ortofosfórico tenga un efecto diferente.
El esmalte es un tejido mineralizado, con un contenido mineral del 95% de cristales de hidroxiapatita organizados en unidades estructurales denominados los prismas de esmalte. El grabado ácido disuelve superficialmente los cristales creando microporosidades que posteriormente se rellenan mediante el adhesivo. Se considera que la adhesión a esmalte mediante esta estrategia es el patrón oro.
La dentina presenta una composición y estructura histológica muy diferente al esmalte. En volumen, el componente inorgánico es del 45% (cristales de hidroxiapatita), 33% orgánico (fundamentalmente fibras colágenas) y 22% de agua. Además, posee una estructura con túbulos dentinarios que se extienden desde la pulpa hasta el esmalte. Estas características hacen que la adhesión a la dentina sea un proceso más complejo, (el grabado ácido actúa disolviendo el contenido mineral y la red de colágeno superficial se expone). La infiltración con el monómero hidrofílico del adhesivo de esta dentina desmineralizada genera una zona conocida como la “capa híbrida”. Se considera el mecanismo principal de la adhesión y se trata de un conglomerado terapéutico integrado por una matriz de resina y un polímero fibroso biológico que es el colágeno. También se le ha denominado como zona de interdifusión dentina-resina. Esta capa híbrida proporciona retención y sellado.

### Adhesivos autograbadores
Su mecanismo de adhesión es diferente al descrito anteriormente, ya que el propio monómero es acídico y simultáneamente desmineraliza e infiltra el barrillo y el tejido subyacente. El pH de estos adhesivos es mayor que el del ácido ortofosfórico, por lo que tienen menos capacidad de desmineralización. Por tanto, infiltran el barrillo dentinario, disuelven parcialmente la hidroxiapatita subyacente y crea una capa híbrida con la hidroxiapatita residual. Estos adhesivos se clasifican según el grado de acidez de los monómeros. La adhesión de los sistemas autograbadores con pH más alto (suaves o ultrasuaves) se produce debido a la polimerización in situ de los monómeros infiltrados (interacción micromecánica), pero también mediante al enlace iónico de los monómeros con el calcio de la hidroxiapatita (interacción química). 

### Adhesivos universales
En general, los adhesivos universales son autograbadores de un solo paso, su composición es similar, pero suelen incorporar un monómero 10-MDP, que establece uniones químicas con la hidroxiapatita. Lo característico de estos adhesivos es que son versátiles en su modo de aplicación, pudiéndose aplicar en cualquiera de las estrategias citadas anteriormente, es decir, con la estrategia de grabado y lavado, o con la autograbadora, o aplicando un grabado selectivo previo en el esmalte únicamente. Algunos incorporan en su composición silano lo que lo convierte en unos adhesivos muy versátiles ya que se pueden utilizar para adherirse a las cerámicas vítreas y a la zirconia sin la necesidad de aplicar un primer.